# Веља Глава
Веља Глава је насеље у Србији у општини Александровац у Расинском округу. Према попису из 2022. има 127 становника (према попису из 2011. било је 167 становника).

## Демографија
У насељу Веља Глава живи 160 пунолетних становника, а просечна старост становништва износи 43,5 година (43,1 код мушкараца и 44,0 код жена). У насељу има 52 домаћинства, а просечан број чланова по домаћинству је 3,62.
Ово насеље је великим делом насељено Србима (према попису из 2002. године), а у последња четири пописа, примећен је пад у броју становника.
|  |

| Демографија | Демографија | Демографија |
| Година      | Становника  | Становника  |
| ----------- | ----------- | ----------- |
| 1948.       | 350         |             |
| 1953.       | 367         |             |
| 1961.       | 376         |             |
| 1971.       | 324         |             |
| 1981.       | 302         |             |
| 1991.       | 263         | 241         |
| 2002.       | 188         | 198         |
| 2011.       | 127         |             |

| Етнички састав према попису из 2002.‍ | Етнички састав према попису из 2002.‍ | Етнички састав према попису из 2002.‍ | Етнички састав према попису из 2002.‍ | Етнички састав према попису из 2002.‍ |
| ------------------------------------ | ------------------------------------ | ------------------------------------ | ------------------------------------ | ------------------------------------ |
|                                      |                                      |                                      |                                      |                                      |
| Срби                                 | Срби                                 |                                      | 173                                  | 92,02%                               |
| непознато                            | непознато                            |                                      | 15                                   | 7,97%                                |

| Година пописа     | 1948. | 1953. | 1961. | 1971. | 1981. | 1991. | 2002. |
| ----------------- | ----- | ----- | ----- | ----- | ----- | ----- | ----- |
| Број домаћинстава | 51    | 53    | 58    | 62    | 62    | 57    | 52    |

| Број чланова      | 1 | 2  | 3  | 4 | 5 | 6 | 7 | 8 | 9 | 10 и више | Просек |
| ----------------- | - | -- | -- | - | - | - | - | - | - | --------- | ------ |
| Број домаћинстава | 5 | 12 | 10 | 7 | 9 | 7 | 2 | 0 | 0 | 0         | 3,62   |

| Пол    | Укупно | Неожењен/Неудата | Ожењен/Удата | Удовац/Удовица | Разведен/Разведена | Непознато |
| ------ | ------ | ---------------- | ------------ | -------------- | ------------------ | --------- |
| Мушки  | 91     | 22               | 58           | 6              | 2                  | 3         |
| Женски | 75     | 4                | 59           | 12             | 0                  | 0         |
| УКУПНО | 166    | 26               | 117          | 18             | 2                  | 3         |

| Пол    | Укупно                    | Пољопривреда, лов и шумарство | Рибарство                            | Вађење руде и камена | Прерађивачка индустрија       |
| ------ | ------------------------- | ----------------------------- | ------------------------------------ | -------------------- | ----------------------------- |
| Мушки  | 74                        | 70                            | 0                                    | 0                    | 2                             |
| Женски | 35                        | 34                            | 0                                    | 0                    | 0                             |
| УКУПНО | 109                       | 104                           | 0                                    | 0                    | 2                             |
| Пол    | Производња и снабдевање   | Грађевинарство                | Трговина                             | Хотели и ресторани   | Саобраћај, складиштење и везе |
| Мушки  | 0                         | 1                             | 0                                    | 0                    | 0                             |
| Женски | 0                         | 0                             | 0                                    | 0                    | 0                             |
| УКУПНО | 0                         | 1                             | 0                                    | 0                    | 0                             |
| Пол    | Финансијско посредовање   | Некретнине                    | Државна управа и одбрана             | Образовање           | Здравствени и социјални рад   |
| Мушки  | 0                         | 0                             | 0                                    | 1                    | 0                             |
| Женски | 0                         | 0                             | 0                                    | 1                    | 0                             |
| УКУПНО | 0                         | 0                             | 0                                    | 2                    | 0                             |
| Пол    | Остале услужне активности | Приватна домаћинства          | Екстериторијалне организације и тела | Непознато            | Непознато                     |
| Мушки  | 0                         | 0                             | 0                                    | 0                    | 0                             |
| Женски | 0                         | 0                             | 0                                    | 0                    | 0                             |
| УКУПНО | 0                         | 0                             | 0                                    | 0                    | 0                             |